# (2275) Cuitláhuac
(2275) Cuitláhuac, désignation internationale (2275) Cuitlahuac, est un astéroïde de la ceinture principale.

## Description
(2275) Cuitláhuac est un astéroïde de la ceinture principale. Il fut découvert par Hans-Emil Schuster le 16 juin 1979 à La Silla. Il présente une orbite caractérisée par un demi-grand axe de 2,29 UA, une excentricité de 0,17 et une inclinaison de 6,38° par rapport à l'écliptique.
Il fut nommé d'après Cuitláhuac, dixième empereur aztèque de la ville de Mexico-Tenochtitlan, qui vécut au XVIe siècle.

## Compléments